# Clara Gowases
Clara Gowase (sinh năm 1960) là một giáo viên và chính trị gia người Namibia. Gowase đã được bầu làm chủ tịch của Đảng Cộng hòa vào tháng 9 năm 2009 và sau đó được liệt kê thứ hai trong danh sách bầu cử của đảng cho cuộc tổng tuyển cử năm 2009. Gowase đã bỏ lỡ việc được bầu vào Quốc hội vì đảng này chỉ giành được một ghế duy nhất. Trong cuộc bầu cử khu vực tháng 2 năm 2010, Gowase đã chạy đến đại diện cho Windhoek Nông thôn trong Hội đồng khu vực của Vùng Khomas và bị đánh bại trong gang tấc bởi Frederick Arie của SWAPO. Vào tháng 3 năm 2011, chủ tịch đảng và đại biểu Quốc hội Henk Mudge đã từ chức và Gowase thay thế ông trong cả hai chức vụ. Bà là một giáo viên chuyên nghiệp.
Trong bài phát biểu khai mạc trước Quốc hội, Gowase đã chỉ trích chính phủ có SWAPO vì cho rằng các công ty xây dựng từ Trung Quốc hơn các công ty láng giềng Nam Phi. Bà cũng chỉ trích các công đoàn trực thuộc chính phủ vì không chỉ trích các công ty Trung Quốc lạm dụng.